# Aira tenorei
Aira tenorei är en gräsart som beskrevs av Giovanni Gussone. Aira tenorei ingår i släktet småtåtlar, och familjen gräs. Inga underarter finns listade i Catalogue of Life.